# I Will Follow You
I Will Follow You ist ein Popsong der deutschen Sängerin Judith Lefeber, die 2002 durch die erste Staffel der Castingshow Deutschland sucht den Superstar bekannt wurde. Das Lied wurde am 25. August 2003 im deutschsprachigen Raum als Single veröffentlicht.

## Produktion und Veröffentlichung
Nach Lefebers Ausstieg bei Deutschland sucht den Superstar schrieben Achim Oppermann und Lars Jacobsen den Songtext des Stückes. Komponiert wurde I Will Follow You von Florian Richter.
Der Song erschien im August 2003 als erste Single Lefebers in Deutschland, Österreich und der Schweiz sowie im Oktober auf ihrem Debütalbum In My Dreams. Als B-Seite ist auf der Single das Stück The Way You Look at Me zu hören.

## Chartplatzierungen
In der Schweiz stieg das Lied auf Rang 61 ein und blieb drei Wochen in den Charts. In Deutschland schaffte es das Stück auf Position 13 der Singlecharts und hielt sich dort zehn Wochen.